# ヴレロ・ボスネ

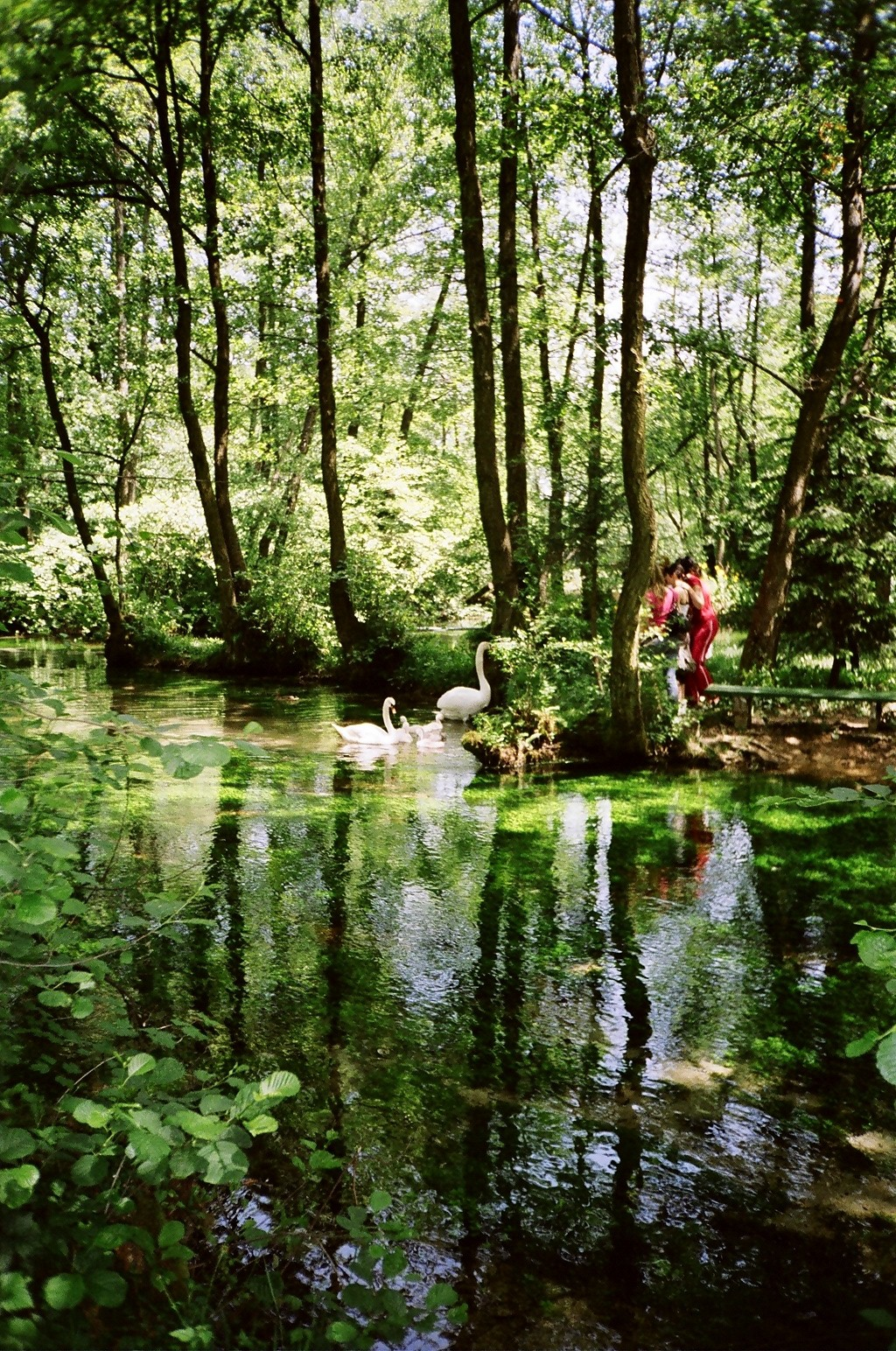
夏のヴレロ・ボスネ

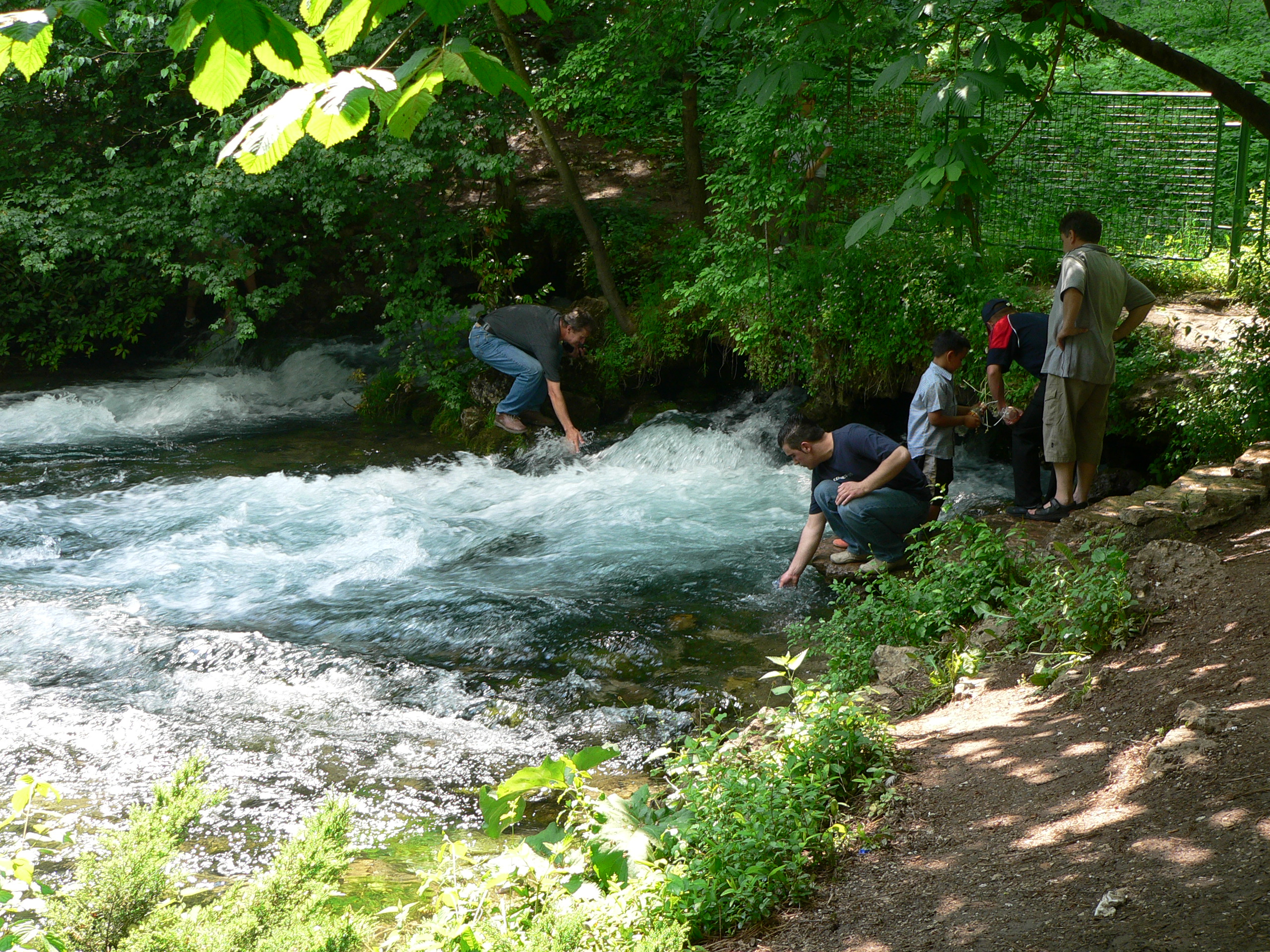
ヴレロ・ボスネ

ヴレロ・ボスネ（Vrelo Bosne,Врело Босне）はボスニア・ヘルツェゴビナ中央部、サラエヴォの南西12kmにある自然公園及び泉である。ヴレロ・ボスネ（ボスナの泉）のその名が示すようにボスナ川の源泉となっており、ボスニア・ヘルツェゴビナの自然的なランドマークとなっている。ヴレロ・ボスネはサラエヴォ郊外にあり、イリジャの近くに位置する。サラエヴォ都市圏にありながら、この地域ではもっとも美しい自然景観の一つとして有名であり、ボスナ川の源流であるためボスニア・ヘルツェゴビナ国内でも重要な水源の一つにもなっている。ボスニア・ヘルツェゴビナ紛争が起こった1990年代、周辺部の整備は放置されていたが2000年代に入ると国際自然保護団体や地元のティーンエイジャーによって清掃活動などが行われるなど、大規模な再建プロジェクトが進められている。今日では泉周辺は再び海外からの観光客を集める観光地して復活し自然を楽しんだり、地元の人がリラックスする場となっている。夏場の週末などは多くの人で賑わっている。レストランやカフェがあり、ピクニックが楽しめる他、小さな流れや小島は橋で結ばれているため散策にはちょうど良い。多くの動物もおり、カモやハクチョウなども訪れる。